# Prosopis torquata
El tintitaco (Prosopis torquata) es una especie de árbol leguminosa en la familia Fabaceae.

## Descripción
Es un arbusto o pequeño árbol que alcanza un tamaño de 1-5 metros de alto, achaparrado, con fuste corto y ramificado. Las hojas son bipinnadas, caducas, alternas o fasciculadas, pequeñas. Eje principal (incluido pecíolo) de 2-4 mm de longitud, un par de ejes secundarios de 1-2 cm de longitud, cada uno con 20-30 pares de foliolulos de 2-3 cm.de longitud, diminutos, muy juntos, con el extremo agudo. Tiene una corteza de color pardo oscura, con fisuras longitudinales. Las inflorescencias con flores pequeñas, de 6-7 mm de longitud. Cáliz acampanado y corola con 5 piezas libres. 10 estambres, ovario súpero. Se agrupan en espigas cilíndricas cortas, amarillas o amarillo anaranjadas, muy vistosas, de 3-6 cm de largo, dispuestas en fascículos. El fruto es una vaina carnosa, cilíndrica, con estrangulamientos entre semilla y semilla, enroscada en 2-3 espiras como un sacacorchos, violácea, astringente.
Sin flores ni frutos puede confundirse con Mimozyganthus carinatus, de porte más alto y foliolulos redondeados en el extremo.

## Hábitat
Es una especie heliófila, abunda en terrenos degradados y en los bosques bajos xerófitos, a menudo acompañando a Aspidosperma quebracho-blanco. Hay menciones de ejemplares a 2400 metros (Salta).

## Distribución
Se distribuye por Bolivia, Paraguay, y Argentina. Característica del Chaco seco, Chaco serrano y Chaco del Monte.

## Taxonomía
Prosopis torquata fue descrita por (Lag.) DC. y publicado en Prodromus Systematis Naturalis Regni Vegetabilis 2: 448. 1825.
Etimología
Prosopis: nombre genérico otorgado en griego para la bardana, pero se desconoce por qué se aplica a esta planta.
torquata: epíteto latino que significa "con anillo o collar".
Sinonimia
- Acacia torquata Lag.
- Mimosa torquata Cav.
- Prosopis adesmioides Griseb.
- Strombocarpa torquata (Lag.) Hutch.	[5]